# Chloridolum eupodum
Chloridolum eupodum är en skalbaggsart som beskrevs av Francis Polkinghorne Pascoe 1869. Chloridolum eupodum ingår i släktet Chloridolum och familjen långhorningar. Inga underarter finns listade i Catalogue of Life.